# Берьозкін Василь Олексійович
Василь Олексійович Берьозкін (Березкін) (1901, місто Єфремов Тульської губернії, тепер Тульської області, Росія — 25 лютого 1961, місто Москва) — радянський державний діяч, 2-й секретар Кримського обласного комітету ВКП(б). Депутат Верховної ради Російської РФСР 1-го скликання (з 1941 року).

## Життєпис
Народився в родині робітника. З 1914 року працював столяром в залізничних майстернях міста Єфремова і на будівництвах. У 1920 році вступив до комсомолу.
З 1920 по 1933 рік служив у Червоній армії. Пройшов шлях від червоноармійця до старшого політпрацівника.
Член ВКП(б) з 1925 року.
Закінчив Військово-політичну школу імені Ворошилова.
З 1933 року — заступник директора оборонного заводу; начальник відділу кадрів Центрального аерогідродинамічного інституту.
У 1937 році закінчив машинобудівний факультет Промислової академії імені Кагановича.
У 1937—1939 роках — 1-й секретар Феодосійського міського комітету ВКП(б) Кримської АРСР.
На 1939 рік — завідувач промислового відділу Кримського обласного комітету ВКП(б).
У 1939 — 15 березня 1940 року — секретар Кримського обласного комітету ВКП(б) з кадрів.
15 березня 1940 — 30 липня 1946 року — 2-й секретар Кримського обласного комітету ВКП(б).
У 1941—1944 роках — служив у Червоній армії на політичній роботі, був командиром винищувального загону, 1-м заступником начальника, начальником Кримського штабу партизанського руху. Учасник німецько-радянської війни.
До 25 лютого 1961 року — начальник відділу управління кадрів, праці і заробітньої плати Головмосбуду в місті Москві. Обирався секретарем партбюро управління кадрів та членом парткому Головмосбуду.
Помер 25 лютого 1961 року після важкої і тривалої хвороби в Москві.

## Звання
- полковий комісар
- підполковник

## Нагороди і звання
- орден Червоного Прапора (3.11.1944)
- медаль «Партизанові Вітчизняної війни» 1-го ст. (4.05.1945)
- медаль «За перемогу над Німеччиною у Великій Вітчизняній війні 1941—1945 рр.» (1945)
- чотири медалі